# الکساندر دیکسون
الکساندر دیکسون (انگلیسی: Alexander Dickson؛ ۳ ژوئن ۱۷۷۷ – ۲۲ آوریل ۱۸۴۰) فرد نظامی اهل پادشاهی بریتانیای کبیر بود. وی همچنین برندهٔ جوایزی همچون نشان حمام شده‌است.